# Ubogie Polany
Ubogie Polany, Uboga Polana (słow. Ubohé polany) – polany na dnie dolnej części Doliny Cichej Liptowskiej w słowackich Tatrach Wysokich. Znajdują się przy drodze i szlaku turystycznym wiodącym dnem tej doliny, w odległości 8,5 km od Podbańskiej. Dolina biegnąca do tej pory w kierunku północno-wschodnim, zaraz za tymi polanami zmienia kierunek i wznosi się w kierunku północnym. Po północno-zachodniej stronie nad Ubogimi Polanami wznosi się Kniaziowa Kopa, po wschodniej stronie Wielka Brdarowa Grapa. Polany znajdują się na płaskim w tym miejscu dnie doliny, na wysokości 1130–1200 m. Najstarsza informacja o nich znajduje się w dokumencie z 1670 r. Dawniej były użytkowane gospodarczo przez wieś Kokawa Liptowska, obecnie znajdują się na obszarze Tatrzańskiego Parku Narodowego. Na polanach, zaraz przy drodze stoi leśniczówka chata Tábor, a naprzeciwko niej pamiątkowy głaz. Tablica informacyjna na nim podaje, że od końca września 1944 r. stacjonowała tutaj kompania oddziału partyzanckiego “Vysoké Tatry”.

## Szlaki turystyczne
żółty z Podbańskiej przez całą dolinę i Rozdroże pod Kasprowym na Kasprowy Wierch.
- Czas przejścia z Podbańskiej do Ubogich Polan: 2 godz.
- Czas przejścia od polan na Kasprowy Wierch: 4 godz.